# Яменское
Яменское — деревня в Калининском районе Тверской области. Входит в состав Бурашевского сельского поселения.

## География
Деревня находится в юго-восточной части Тверской области, на расстоянии приблизительно 23 км на юг от города Тверь.

## История
Деревня впервые была отмечена на карте 1853 года. В 1859 году было учтено 14 дворов. В 1941 году было отмечено 34 двора.

## Население
| 2010 |
| ---- |
| 1    |

Постоянное население составляло 114 человек в 1859 году, 4 человека (русские 100 %) в 2002 году, 1 человек в 2010 году.